# Dénezé-sous-le-Lude
Dénezé-sous-le-Lude är en kommun i departementet Maine-et-Loire i regionen Pays de la Loire i nordvästra Frankrike. Kommunen ligger i kantonen Noyant som tillhör arrondissementet Saumur. År 2018 hade Dénezé-sous-le-Lude 300 invånare.

## Befolkningsutveckling
Antalet invånare i kommunen Dénezé-sous-le-Lude
| Referens: INSEE |